# Каскадьорът
„Каскадьорът“ (на английски: The Fall Guy) е американска екшън комедия от 2024 г. на режисьора Дейвид Лийч, сценарият е на Дейвид Лийч, и е базиран на едноименния сериал за каскадьорите през 1980-те години, създаден от Глен Ларсън. Във филма участват Райън Гослинг, Емили Блънт, Уинстън Дюк, Арън Тейлър-Джонсън, Хана Уодингхам и Стефани Хсу. Гала премиерата на филма се състои от „Саут бай Саутуест“ на 12 март 2024 г., а премиерата на филма излиза в Съединените щати и Канада на 3 май 2024 г. от „Юнивърсъл Пикчърс“.

## Актьорски състав
- Райън Гослинг – Колт Сийвърс[3]
- Емили Блънт – Джоуди Морено[3]
- Арън Тейлър-Джонсън – Том Райдър[4][5]
- Уинстън Дюк – Дан Тъкър[6][4]
- Хана Уодингхам – Гейл Мейър[7]
- Стефани Хсу – Алма Милан[8]

## В България
В България филмът излиза по кината на 26 април 2024 г. от „Форум Филм България“.